# Heroes of the Realm
Heroes of the Realm (укр. Герої Королівства) — двовимірна сайд-скролерна багатокористувацька онлайнова рольова відеогра 2012 року, розроблена південнокорейською студією Bluceansoft та випущена OGPlanet для Microsoft Windows.
Відеогра поєднує в собі колекційну карткову гру з покроковою стратегією у фентезійному світі.
Сервери Heroes of the Realm були вимкнені видавцем OGPlanet 25 липня 2015 року.